# Världsmästerskapen i bågskytte 2005
Världsmästerskapen i bågskytte 2005 arrangerades i Madrid i Spanien mellan 20 och 26 juli 2005.

## Medaljsummering

### Recurve
| Gren                           | Guld                                               | Silver                                                      | Brons                                                                 |
| Herrarnas individuella tävling | Chung Jae-Hun (KOR)                                | Ryuichi Moriya (JPN)                                        | Choi Won-Jong (KOR)                                                   |
| Damernas individuella tävling  | Lee Sung-Jin (KOR)                                 | Lee Tuk-Young (KOR)                                         | Park Sung-Hyun (KOR)                                                  |
| Herrarnas lag                  | Sydkorea Park Kyung-Mo Chung Jae-Hun Choi Won-Jong | Indien Tarundeep Rai Gautam Singh Jayanta Talukdar          | Polen Piotr Piatek Jacek Proc Grzegorz Sliwka                         |
| Damernas lag                   | Sydkorea Lee Tuk-Young Park Sung-Hyun Yun Mi-Jin   | Ukraina Tetjana Berezjna Natalija Burdejna Kateryna Palecha | Ryssland Margarita Galinovskaja Elena Gratjeva Ekateraina Charchanova |

### Compound
| Gren                           | Guld                                                      | Silver                                                         | Brons                                                  |
| Herrarnas individuella tävling | Morgan Lundin (SWE)                                       | Morten Boe (NOR)                                               | Dejan Sitar (SLO)                                      |
| Damernas individuella tävling  | Sofia Gontjarova (RUS)                                    | Arminda Bastos (MEX)                                           | Svetlana Kondrasjenko (RUS)                            |
| Herrarnas lag                  | USA Dave Cousins Braden Gellenthien Kevin Polish          | Norge Morten Boe Odd Martin Mørk Thomas Stenvoll Terje Roestad | Australien Patrick Coghlan Clint Freeman Dennis Carson |
| Damernas lag                   | Frankrike Anne-Marie Bloch Valerie Fabre Cecile Jousselin | USA Mary Zorn Erika Anschutz Jamie van Natta                   | Danmark Camilla Soemod Louise Hauge Rikke Marslev      |

### Medaljtabell
| Pl. | Nation     | Guld | Silver | Brons | Totalt |
| --- | ---------- | ---- | ------ | ----- | ------ |
| 1   | Sydkorea   | 4    | 1      | 2     | 7      |
| 2   | USA        | 1    | 1      | -     | 2      |
| 3   | Ryssland   | 1    | -      | 2     | 3      |
| 4   | Frankrike  | 1    | -      | -     | 1      |
| 4   | Sverige    | 1    | -      | -     | 1      |
| 6   | Norge      | -    | 2      | -     | 2      |
| 7   | Indien     | -    | 1      | -     | 1      |
| 7   | Japan      | -    | 1      | -     | 1      |
| 7   | Mexiko     | -    | 1      | -     | 1      |
| 7   | Ukraina    | -    | 1      | -     | 1      |
| 11  | Australien | -    | -      | 1     | 1      |
| 11  | Danmark    | -    | -      | 1     | 1      |
| 11  | Polen      | -    | -      | 1     | 1      |
| 11  | Slovenien  | -    | -      | 1     | 1      |